# エレクトリック・モンキー・パレード
エレクトリック・モンキー・パレードは、日本の劇団。
2008年、筧晋之介を中心に結成。同年『あいどんとわなだい』で旗揚げ。
略称はEMP。
「ド根暗ポップ」と自称するその作風は「光・闇・人間・青臭さ・想像力」をキーワードにストーリー性を重視しながらも独特の笑いを織り交ぜつつ、人間の裏側に隠された狂気や愚かしさを人と人との会話を通して「ポップ」かつ「センセーショナル」にえぐり出す作品創りをモットーとしている。

## メンバー
- 筧晋之介 - 主宰。作・演出を手掛ける。
- 阿部琉翔 - 制作。2010年加入。創作集団Alea代表。

## 公演
- 第一回公演『あいどんとわなだい』2008年10月18日～20日、荻窪メガバックスシアター
- 第二回公演『世界の終わり』2009年6月5日～7日、しもきた空間リバティ
- 第三回公演『シガラミズム』2009年11月11日～15日、王子小劇場